# Bubbenhall
Bubbenhall – wieś i civil parish w Anglii, w hrabstwie Warwickshire, w dystrykcie Warwick. Leży 12 km na północny wschód od miasta Warwick i 132 km na północny zachód od Londynu. W 2011 roku civil parish liczyła 655 mieszkańców. Bubbenhall jest wspomniana w Domesday Book (1086) jako Bubenhalle.